# オタゴ地方
オタゴ地方（オタゴちほう、英: Otago Region, [əˈtɑːɡoʊ] ( 音声ファイル)）は、ニュージーランドの南島南東部に位置する地方。 
周辺面積は31,241平方キロメートル、周辺人口は198,300人（2006年）。ダニーデン市、セントラルオタゴ地区、クルサ（サウスオタゴ）地区、クイーンズタウン＝レイクス地区、ワイタキ地区の5つの行政区からなる。中心都市はダニーデン。

## 都市
- ダニーデン
- クイーンズタウン
- アロータウン
- ワナカ
- アレキサンドラ
- クロム・ウェル
- オマル
- パーマストン
- フランクトン
- ミドルマーチ
- ローレンス
- バルクルーサ
- ブライトン
- ミルトン
- モスギール
- ワイコウアイティ
- エトリック
- モエラキ